# 1651 w polityce

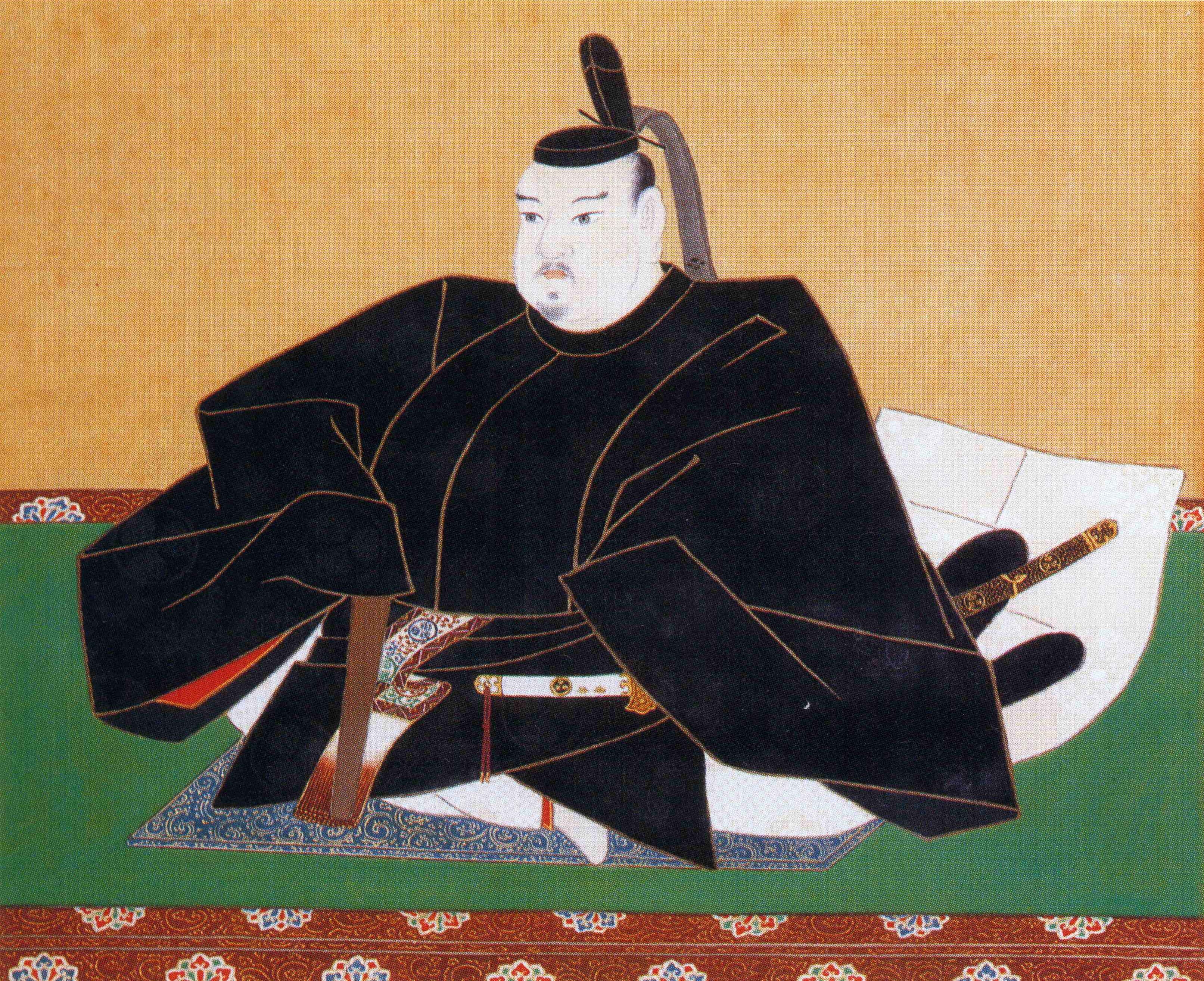
Iemitsu Tokugawa

Wydarzenia polityczne w 1651 roku.

## Zmarli
- 8 czerwca Iemitsu Tokugawa, siogun[1].
- Tuhaj-bej, przywódca Tatarów.